# 阿尔马尔亨
阿尔马尔亨，是西班牙安达卢西亚自治区马拉加省的一个市镇。 总面积34平方公里，总人口2111人（2001年），人口密度62人/平方公里。